# Південний Синай (губернаторство)
Півде́нний Сина́й (Сіна-ель-Ганубія, араб. جنوب سيناء‎) — губернаторство (мухафаза) в Арабській Республіці Єгипет. Адміністративний центр — місто Ет-Тур.
Населення — 150 088 осіб (2006).

## Найбільші міста
| № | Місто                        | Населення, осіб (2006) |
| - | ---------------------------- | ---------------------- |
| 1 | Шарм-ель-Шейх (Шерм-еш-Шейх) | 38 478                 |
| 2 | Ет-Тур (Ель-Тур)             | 19 826                 |